# Setevidas
Setevidas (estilizado como SETEVIDAS) é o quarto álbum de estúdio da cantora de rock brasileira Pitty, lançado em 3 de junho de 2014. E sétimo disco de vinil, lançado em 10 de junho de 2014. Em suas publicações, Pitty usou o misticismo e fez referências bíblicas envolvendo o número sete, alusão ao nome do novo CD, antes de lançar o novo videoclipe nas redes sociais.
Foi eleito pelos leitores do UOL o melhor disco de rock nacional de 2014. O site especializado Cabine Cultural define "Setevidas" como o melhor álbum da carreira da cantora. Na semana de lançamento do disco, a cantora Pitty foi destaque e entrou no top 200 de mais de 12 países sendo: México, EUA, Espanha, Paraguai, Chile, Argentina, Brasil e entre outros. Sendo o álbum com a maior recepção positiva da critica em 2014 pela mídia brasileira e da carreira da cantora Pitty.

## Recepção
Após quatro anos sem nenhuma música inédita, a cantora Pitty publicou um texto em seu site desenvolvido em meio a temática da música nova. No texto, poético e sensacionalmente instigante, ela nos rodeia do número sete em todos seus significados, dando a pista para a música nova, chamada: "Setevidas" a cantora divulgou também o lançamento do novo álbum também nomeado de "Setevidas" que será lançado no dia 3 de junho de 2014. Foi realizada uma contagem regressiva, especial de 24 horas aos fãs em seu site oficial, com um texto misterioso e fotos escondidas dentro do site. A imagem ilustrada no site indica que a banda tem lidado bem com essa nova forma de consumo musical, agora totalmente associado a internet, além de soar também como uma das estratégias de divulgação mais sensacionais que surgiu no Brasil. Em suas publicações, Pitty usou o misticismo e fez referências bíblicas envolvendo o número sete, alusão ao nome do novo CD, antes de lançar o novo videoclipe nas redes sociais.
"Tô muito apaixonada pelo disco, meio boba ainda", confessa ela, que assina todas as 10 faixas. "Na real, é um disco muito doído. Mas um disco de resiliência também", pontua, em referência ao ano de 2013 que, nas palavras de Pitty, foi complicado, marcado por fortes processos de transição.
"Muita coisa morreu, muita coisa renasceu e esse processo é dolorido. Foram muitas situações de superação, pessoais e externas. Tem uma coisa de alquimia, de que, pra se transformar em ouro, tem que passar por outras fases", reflete. "Mas é um dia de cada vez e tá todo mundo feliz e realizado em relação ao disco".
Dentre os acontecimentos que balançaram a cantora, a morte do músico Peu Souza, seu amigo desde a adolescência e com quem tocou no início da carreira, e a turbulenta saída do baixista Joe da banda, com direito a processo judicial. "É uma pena que tenha sido assim. Não 'tô a fim de ficar falando muito pra não transformar em algo maior do que já é. A vida segue e o que importa, pra mim, é que eu sei pra onde vou: pra frente", contemporiza, convicta.

## Gravação
Produzido por Rafael Ramos, "Setevidas" foi gestado de uma maneira diferente dos álbuns anteriores. Com uma pré-produção bem feita, só chegou ao estúdio para gravar quando as canções estavam fechadas. Foi tudo gravado ao vivo, "olho no olho", sem quaisquer artifícios. Uma vez pronto, fez o que chama de perfumaria. Um coro aqui, uma guitarra dobrada ali, percussão mais adiante, detalhes que vêm à tona a cada nova audição do álbum. Com esse material gravado, partiu para os Estados Unidos. Em Austin, Texas, trabalhou com Tim Palmer (que traz no currículo Pearl Jam, U2, David Bowie, Robert Plant e Ozzy Osbourne), responsável pela mixagem e por vários pequenos detalhes. De lá voou para Nova York, onde a masterização foi realizada por Ted Jansen no "Sterling Sound", estúdio-referência no meio. "O som é 'garageiro', mas com uma elegância. Peguei o melhor dos dois mundos", diz Pitty.
"No 'Chiaroscuro', a gente gravou ao vivo, mas neste foi ainda mais. No outro disco tinha um tapume que isolava cada um de nós (músicos). Neste, estávamos no estúdio cada um olhando no olho do outro, era zero de isolamento. Como a gente gravou de uma maneira bem garageira, sabíamos que para que o disco não ficasse com som de fita demo, teríamos que ter uma mixagem poderosa, que trouxesse algo mais elegante para o som. Fomos para a casa do Tim Palmer em Austin, e foi demais. Ele acabou se empolgando com o projeto, acrescentando elementos. Tem um teclado no início de uma música, uma pausa onde não havia, ou seja, ele contribuiu de forma efetiva. Hoje em dia não me contento mais com power trio. Então, uma vez que as bases estavam gravadas, acrescentamos os detalhes, timbres, coisas sutis que tem gente que não vai perceber. É a chamada perfumaria."

## Refinamento
Companheiro de Duda (bateria) e Martim (guitarra) - que formam a banda base de Pitty - em outros projetos, o baixista Guilherme chegou para acrescentar mais refinamento aos arranjos, segundo a cantora. "A grande lição que tiro disso tudo é que, mesmo o que parece ruim, no final das contas vem pro bem. E o resultado é que a minha banda nunca foi tão boa".
O álbum foi gravado ao vivo, com os quatro em estúdio, tocando simultaneamente. "Gosto desse tipo de gravação. Exige uma concentração maior e demora um pouquinho mais, porque é uma coisa coletiva muito forte, sempre a busca pelo melhor take válido pra todo mundo".
Mas, para garantir apuro e um certo ar de sofisticação, o disco contou com a minúcia do inglês Tim Palmer, que já trabalhou com bandas como U2 e ficou à frente da mixagem de Setevidas. "Gravamos um som bem garagem mesmo e precisávamos dessa finalização elegante pra não ficar tosco, com som de fita demo. E a presença dele foi superessencial, acrescentou muito nos processos", endossa.
O refinamento, entretanto, não ousa tirar o peso das baquetas de Duda ou da guitarra distorcida de Martim, que ascendem ao longo do disco – o primeiro de inéditas desde Chiaroscuro, de 2009.
Boa notícia, portanto, para os fãs que estavam carentes da veia mais roqueira de Pitty. Nos últimos três anos ela se dedicou ao Agridoce, projeto que encabeça ao lado de Martim, em formato voz, piano e violão. "Como instrumentista, foi um desafio, me trouxe outra visão de mim mesma. Mas eu nunca saí do rock, na verdade, apesar de entender que, em termos artísticos, pode ter significado isso pra maioria das pessoas".
Uma década como a principal voz feminina do rock do chamado mainstream fez Pitty se sofisticar. A voz não grita mais, ainda que continue potente. A sonoridade também tem detalhes, mesmo que "Setevidas" seja um álbum essencialmente de rock. "Com a idade a gente vai descobrindo outras coisas. No meu canto, por exemplo, vi que para ser pesado não preciso gritar. Tem hora que tenho que gritar também, mas não de forma gratuita. Talvez com o 'Agridoce' eu tenha descoberto um tom mais baixo, que traz um certo mistério."

## Renovação
A começar pela capa do disco, que estampa sua gata Preta, falecida pouco tempo depois da sessão de fotos. "Montei todo cenário, apertava a câmera, ia pra posição da foto e, toda vez, ela chegava pro meu lado. Depois, fez todo sentido; ela estava querendo se despedir".
O flerte com a vida real fica evidente também na segunda música de trabalho, Boca Aberta, escrita originalmente como poema. "Fala sobre ansiedade e em como a gente, às vezes, fica tentando preencher esse vazio da alma com coisas que, quando passam do ponto, vira obsessão e não é legal", pondera.

## Singles
O primeiro e homônimo single de Setevidas explora um lado mais melancólico da baiana, que escolheu o rock por essência. "Eu me identifiquei, não é tão racional, é o que é mesmo; o discurso, a postura, a sonoridade". O refrão insiste que "só nos últimos cinco meses, eu já morri umas quatro vezes, ainda me restam três vidas pra gastar", em alusão às múltiplas vidas dos felinos. "Eu 'tô cercada de gatos por todos os lados; é o meu bicho", conta. O single foi lançado no dia 7 de maio de 2014, acompanhado do videoclipe. O clipe bateu a marca de 1 milhão de visualizações com pouco mais de um mês de lançamento. A música logo entrou para a trilha sonora da novela Geração Brasil.
Em 29 de setembro de 2014, bem antes de lançar o vídeo de Serpente, Pitty contou a novidade para os seus fãs nas redes sociais: "Sim, 'Serpente' é o novo single, em breve, clipe. E já podem pedir nas rádios, começou a tocar hoje por aí, viu. :)". Quatro dias mais tarde, no dia 3 de outubro, Pitty divulga a capa do segundo single com parte da letra da canção, em sua página oficial do Facebook. "Serpente" liderou os topos das principais rádios brasileiras e atualmente é considerado o single com maior sucesso do álbum que ganhou um clipe lançado oficialmente no programa da Rede Globo Altas Horas e no YouTube.
A canção Um Leão, com lançamento em 24 de março de 2015, é o terceiro single do álbum (e para a divulgação do novo DVD de estúdio documental de Pitty, intitulado Pela Fresta). A cantora divulgou um trecho do vídeo em preto e branco, dirigido por Ricardo Spencer, nas redes sociais ("um rádio toca-fitas, as mãos, os pés e o olho da cantora e a mesma dançando"). O material foi liberado nas redes sociais três dias depois.

## Faixas
| Setevidas      |                    |                                 |         |  |
| N.º            | Título             | Compositor(es)                  | Duração |  |
| 1.             | "Pouco"            | Pitty                           | 4:00    |  |
| 2.             | "Deixa Ela Entrar" | Pitty & Martin                  | 3:50    |  |
| 3.             | "Pequena Morte"    | Pitty & Martin                  | 3:54    |  |
| 4.             | "Um Leão"          | Pitty                           | 3:35    |  |
| 5.             | "Lado de Lá"       | Pitty                           | 4:49    |  |
| 6.             | "Olho Calmo"       | Pitty, Duda, Martin & Guilherme | 5:14    |  |
| 7.             | "Boca Aberta"      | Pitty & Martin                  | 2:58    |  |
| 8.             | "A Massa"          | Pitty                           | 4:01    |  |
| 9.             | "SETEVIDAS"        | Pitty                           | 4:13    |  |
| 10.            | "Serpente"         | Pitty                           | 5:53    |  |
| Duração total: | Duração total:     | Duração total:                  | 42:34   |  |

## Desempenho

#### Singles
| Ano  | Single     |                |
| Ano  | Single     | BRA Hit Parade |
| ---- | ---------- | -------------- |
| 2014 | Setevidas  | 27             |
| 2014 | "Serpente" | 21             |
| 2015 | "Um Leão"  | —              |

### Vinil (LP)
| Lado A |                    |                |         |  |
| N.º    | Título             | Compositor(es) | Duração |  |
| 1.     | "Pouco"            | Pitty          | 4:00    |  |
| 2.     | "Deixa Ela Entrar" | Pitty & Martin | 3:50    |  |
| 3.     | "Pequena Morte"    | Pitty & Martin | 3:54    |  |
| 4.     | "Um Leão"          | Pitty          | 3:35    |  |
| 5.     | "Lado de Lá"       | Pitty          | 4:49    |  |

| Lado B |               |                                 |         |  |
| N.º    | Título        | Compositor(es)                  | Duração |  |
| 1.     | "Olho Calmo"  | Pitty, Duda, Martin & Guilherme | 5:14    |  |
| 2.     | "Boca Aberta" | Pitty & Martin                  | 2:58    |  |
| 3.     | "A Massa"     | Pitty                           | 4:01    |  |
| 4.     | "SETEVIDAS"   | Pitty                           | 4:13    |  |
| 5.     | "Serpente"    | Pitty                           | 5:53    |  |

## Sobre as Faixas
No dia 19 de junho de 2014, foi lançada uma entrevista de Pitty sobre cada faixa do álbum para a revista O Grito, ela explicou brevemente os diversos temas das canções.
Pouco
"Minimalismo no som, no papel é poesia concreta. Vontade de tudo. O eterno “vir-a-ser” de Parmênides. Repetição do texto de formas diferentes, como uma afirmação de uma ideia."
Deixa Ela Entrar
"Uma conversa interna. Ficar de bode do próprio existencialismo. Essa briga interna das vozes e personas digladiando; pensar demais, prós e contras, não conseguir evitar de se aprofundar sempre e depois ver como isso é cansativo. No refrão, a constatação do imprevisto, do se abrir ao acaso, do racionalizar menos e intuir mais. Na música, buscamos um flow contínuo, como uma onda, como um diálogo."
Pequena Morte
"Essa foi uma demo que eu e Martin tínhamos feito há um tempo. A música estava pronta, e o pulso e a batida dela me soavam sensuais. Faz parte de uma busca recente pelo “roll” mais do que pelo “rock”, mais pelo blues, a parte curvilínea. E essa coisa sinuosa me fez pensar numa letra sobre instinto, pele, a inevitabilidade de ceder à nossa própria natureza animal. “La petite mort”, o eufemismo que os franceses usam para se referir ao orgasmo."
Um Leão
"Sentei com o violão no colo na intenção de fazer uma música dançante. E saiu esse 5/4. Podem até dizer que ritmo composto não é necessariamente um convite à dança, mas eu discordo. Acho que estava numa fase de reconhecer e tentar traduzir nosso lado animal e instintivo, porque essa letra também tem a ver com isso. Pro refrão eu tinha uma imagem: a natureza da relação de dependência, confiança e um certo sadomasoquismo entre um atirador de facas e sua assistente. E isso aplicado ao contexto de quaisquer outras relações na nossa vida cotidiana."
Lado de Lá
"É um réquiem. E uma pergunta. Sentei ao piano e saiu um blues. Com os meninos, aprimoramos o arranjo; e como gravamos ao vivo, a jam session do final cada vez saía diferente. Esse foi o take escolhido. Patti Smith escreveu um texto e me trouxe a imagem do barqueiro que, em tantas culturas e mitologias, faz a travessia para o outro lado."
Olho Calmo
"Essa fizemos todos juntos no estúdio, durante um ensaio. Fluiu muito rapidamente, todos se encaixando de pronto. Me debati um pouco para fazer a letra depois, porque o espaço do verso e refrão eram pequenos. Precisava construir frases sintéticas e resumir uma ideia em poucas palavras. A ideia de com o tempo, aprender a hora de falar e de calar, de gritar e de ouvir, saber que briga vale a pena brigar. E me veio a imagem de um cão velho e sábio que não gasta tempo ladrando a toa; mas, quando precisa, sabe se defender."
Boca Aberta
"Ansiedade. Estímulo por todos os lados. O Ter para Ser propagado à exaustão. A medida de todas as coisas. A negação do maniqueísmo; tudo é bom e ruim, depende de quanto, como e por quê. Eu tinha escrito como um poema, e guardado. Na época do disco, mandei para Martin e um tempo depois ele apareceu com a música, e uma pegada flamenca que achei muito interessante."
A Massa
"Um texto que eu já tinha, e lapidei a métrica para caber na música. Uma reflexão pessoal; como estamos, e para onde vamos? Como vamos? Estamos desenvolvendo senso crítico ou sendo arrastados pela corrente? E aí pintou a analogia com a culinária; a paciência e o cuidado que se tem quando se quer um bolo bem feito, o processo de fermentação, a qualidade e quantidade dos ingredientes. Que resultado se quer da massa, e como ela está sendo tratada para chegarmos nisso? A música tem uma batida mais dura, buscava a sensação de fábrica, a repetição de um operário na indústria, cenas de Tempos Modernos de Chaplin."
Setevidas
"Resiliência. Passar pelas coisas e se reerguer. É clichê, mas é o que é. Nunca é fácil pra ninguém. A experiência transformadora de passar por um problema de saúde. Na música, pro refrão, queria achar o balanço do Kinks e Sonics, música de garagem dos anos 60, aquele groove. O pianinho-martelo dos Stooges. Mais uma vez, o “roll”. Deu trabalho, experimentamos variações até chegar nessa levada. Pra estrofe, buscamos uma vibe Miami Bass, Funkadelic, Run DMC, funk carioca old school. Pra dançar, mesmo. O sopro no refrão somando no “wall of sound” pra trazer o soul."
Serpente
"Respirar e ter calma porque amanhã é outro dia e o melhor é ir um de cada vez. Transformar cobre em ouro, como na alquimia. Não se deixar amargurar. Enxergar os ciclos, morte e renascimento, eterno retorno, o mantra de Shiva costurando no final a ideia de há que se destruir para construir. Na música, é a faixa onde a experiência com a música afro é mais evidente. Samba-reggae, e afoxé. Sensação de quarta-feira de cinzas, “corpos ébrios em confusão”, fim de Carnaval e alguém descendo uma ladeira, o dia raiando de volta ao normal."

## Créditos
Pitty
- Pitty - voz, extintor de incêndio  (em "A Massa"), farfisa  (em "Lado de Lá"), guitarra  (em "Olho Calmo"), miniMoog  (em "Pequena Morte" e "A Massa"), órgão Hammond  (faixas 1, 2, 4, 8 e 10), percussão  (em "Pequena Morte", "Um Leão", "Boca Aberta" e "Serpente"), piano  (em "Setevidas"), piano Rhodes  (em "Pouco", "Um Leão" e "Serpente")
- Martin Mendonça - guitarra, pianos Wurlitzer  (em "Pouco") e Rhodes  (em "Pouco" e "Deixa Ela Entrar"), slide  (em "Deixa Ela Entrar", "Pequena Morte", "Boca Aberta" e "Serpente"), violão (em "Pequena Morte") e vocal de apoio (em "Lado de Lá")
- Duda Machado - bateria, percussão  (faixas 1, 2, 4, 6, 7 e 9)
- Guilherme Almeida - baixo

Músicos convidados
- Otávio de Moraes - cordas e sintetizador em "Olho Calmo"
- Carlos Malta - saxofone em "Setevidas"

Produção
- Rafael Ramos - produção
- Jorge Guerreiro - gravação
- Tim Palmer - mixagem
- Ted Jensen - masterização